# ケトース

ケトースの代表例：フルクトース

ケトース (ketose) は糖質をその構造により分類する際に用いられる化学の用語で、鎖状構造の内部にケト基（ケトン性カルボニル基）を1つ含む単糖類の総称である。分子式は CnH2nOn (n ≥ 3) である。代表的なケトースとしてフルクトース（果糖）がある。
生体内に存在するのは、エンジオールを通じてアルドースと異性化可能な関係にある 2-ケトースであり、単にケトースと言った場合も暗黙のうちに 2-ケトースを指すことが多い。これらの化合物は主にペントースリン酸経路内の生成物として見られる。
ペントース以上のケトースでは、そのヒドロキシ基がカルボニル基へ分子内的に付加し、環状ヘミケタールであるフラノースまたはピラノースとなり、さらに一対のアノマー（α体、β体）を生じる。溶液中の平衡状態では、鎖状構造も含めたそれら異性体の混合物として存在する。

## ケトースの一覧（C3~C7）
- ケトトリオース (n = 3)
  - ジヒドロキシアセトン
- ケトテトロース (n = 4)
  - エリトルロース
- ケトペントース (n = 5)
  - キシルロース
  - リブロース
- ケトヘキソース (n = 6)
  - プシコース
  - フルクトース
  - ソルボース
  - タガトース
- ケトヘプトース (n = 7)
  - セドヘプツロース
  - コリオース